# Municipio de Macsville
El municipio de Macsville (en inglés: Macsville Township) es un municipio ubicado en el condado de Grant en el estado estadounidense de Minnesota. En el año 2010 tenía una población de 114 habitantes y una densidad poblacional de 1,22 personas por km².

## Geografía
El municipio de Macsville se encuentra ubicado en las coordenadas 45°48′15″N 96°3′49″O / 45.80417, -96.06361. Según la Oficina del Censo de los Estados Unidos, el municipio tiene una superficie total de 93.51 km², de la cual 84,97 km² corresponden a tierra firme y (9,13 %) 8,54 km² es agua.

## Demografía
Según el censo de 2010, había 114 personas residiendo en el municipio de Macsville. La densidad de población era de 1,22 hab./km². De los 114 habitantes, el municipio de Macsville estaba compuesto por el 98,25 % blancos, el 0,88 % eran afroamericanos, el 0,88 % eran de otras razas. Del total de la población el 0,88 % eran hispanos o latinos de cualquier raza.